# Johanna von Herzogenberg
Johanna von Herzogenberg (* 23. Juni 1921 auf Schloss Sychrov bei Turnov, Tschechoslowakei; † 20. Februar 2012 in München) war eine deutschböhmische Kunsthistorikerin und Schriftstellerin. Sie widmete sich der Kulturgeschichte Böhmens und Salzburgs.

## Leben und Wirken
Johanna Maria Aglae Bertha Edeltrude Natalie Picot de Peccaduc Freiin von Herzogenberg entstammte einem bretonischen Adelsgeschlecht. Seit 1839 war die Familie in Böhmen ansässig. Die Freiin verlebte einen Teil ihrer Kindheit auf Schloss Sychrov, ihre Jugendzeit in Birnai (Brná nad Labem) bei Aussig. Sie studierte 1939–43 Kunstgeschichte, Germanistik und Philosophie in Prag und in Tübingen. An der Prager Karl-Ferdinands-Universität promovierte sie 1943 zum Dr. phil. mit einer Arbeit „über die Gestalten der geistlichen Spiele des Spätmittelalters“. Anschließend arbeitete sie als Lektorin an der Deutschen Akademie in Antwerpen. Nach Zwangsarbeit von 1945/46 in der Nähe von Prag wurde die Adelige aus der Tschechoslowakei vertrieben. 
Von 1952 bis 1986 war Johanna von Herzogenberg, die ausgebildete Verlagsbuchhändlerin war, Geschäftsführerin, dann bis 2008 Vorstandsmitglied des Adalbert-Stifter-Vereins. Sie war Ehrenmitglied des Vereins.
Sie war 1970 Mitbegründerin der  Ostdeutschen Galerie in Regensburg sowie 1968 des Fliegenden Büros zur Unterstützung von Flüchtlingen und Emigranten aus der Tschechoslowakei nach dem Prager Frühling. Johanna von Herzogenberg hielt Vorträge im In- und Ausland zu literarischen und kulturhistorischen Themen.

## Ehrungen
- Bundesverdienstkreuz am Bande (29. Oktober 1979)[4]
- Bayerischer Verdienstorden
- Silvesterorden
- Kulturpreis der Stadt Regensburg
- Adalbert-Stifter-Medaille der Sudetendeutschen Landsmannschaft
- Waldschmidt-Preis des Marktes Eschlkam
- Verdienstmedaille (Tschechien) (Medaile za zásluhy) durch Staatspräsident Václav Havel (2003)

## Werke (Auswahl)
- Prag. Ein Führer, Prestel Verlag, München 1966
- Zwischen Donau und Moldau. Bayerischer Wald und Böhmerwald; Das Mühlviertel und Südböhmen, Prestel Verlag, München 1968
- Und sie eilten nach Bethlehem. Die Krippe aus Trebitsch, Prestel Verlag, 1990
- Bilderbogen aus meinem Leben, Oldenbourg Verlag, München 1999
- Salzburg, Vitalis Verlag, 2006